# Vervezelle
Vervezelle là một xã ở tỉnh Vosges, vùng Grand Est, Pháp. Xã này có diện tích 1,92 km² dân số năm 1999 là 124 người. Xã này nằm ở khu vực có độ cao trung bình 380 m trên mực nước biển. 

## Biến động dân số
| 1962                                         | 1968 | 1975 | 1982 | 1990 | 1999 |
| -------------------------------------------- | ---- | ---- | ---- | ---- | ---- |
| 57                                           | 64   | 96   | 109  | 128  | 124  |
| Số liệu từ năm 1962: Dân số không tính trùng |      |      |      |      |      |

## Administration
| Danh sách các xã trưởng                |           |                |      |                           |
| Giai đoạn                              | Giai đoạn | Tên            | Đảng | Tư cách                   |
| mars 2001                              | 2014      | Étienne Robert |      | Responsable de production |
|                                        |           |                |      |                           |
| Tất cả các dữ liệu trước đây không rõ. |           |                |      |                           |